# Эррико, Шипионе
Сципионе Эррико (1592—1670) — итальянский писатель, автор комедии «Le rivolte di Parnasso» (1626; осмеяны современные ему поэты, особенно Марини), пасторали «L’Armonia di Amore», «Deidamia» (1644—1650), «La Guerra di Troja» (1640), «La Babilonia distrutta» (1624—1626—1653—1681), «Poesie liriche» (1646), «De Tribus scriptoribus Historiae Concilii Tridentini» (1656).